# Colocci
I Colocci sono stati una delle famiglie nobili marchigiane più importanti, detentrice di numerose e illustri cariche nella Respublica Æsina, nello Stato Pontificio, nella Repubblica Romana e, infine, anche nel Regno d'Italia.
Di antichissima origine longobarda, discendente da rami laterali degli Attoni, la Casata ascese nei secoli di grado nobiliare e assorbì quella dei Vespucci, rilegandola al loro cognome.

## Storia

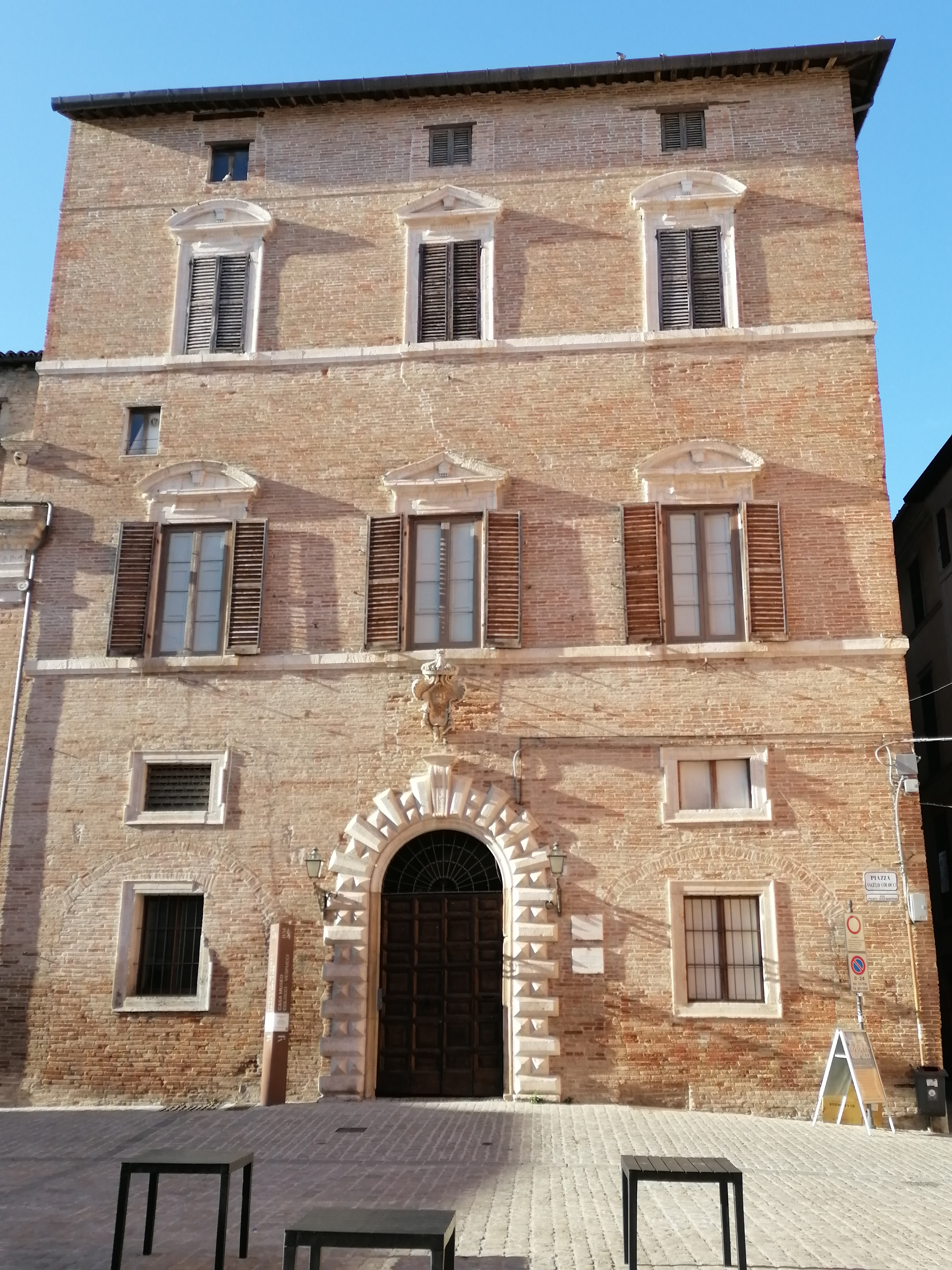
Facciata del Palazzo Colocci a Jesi.

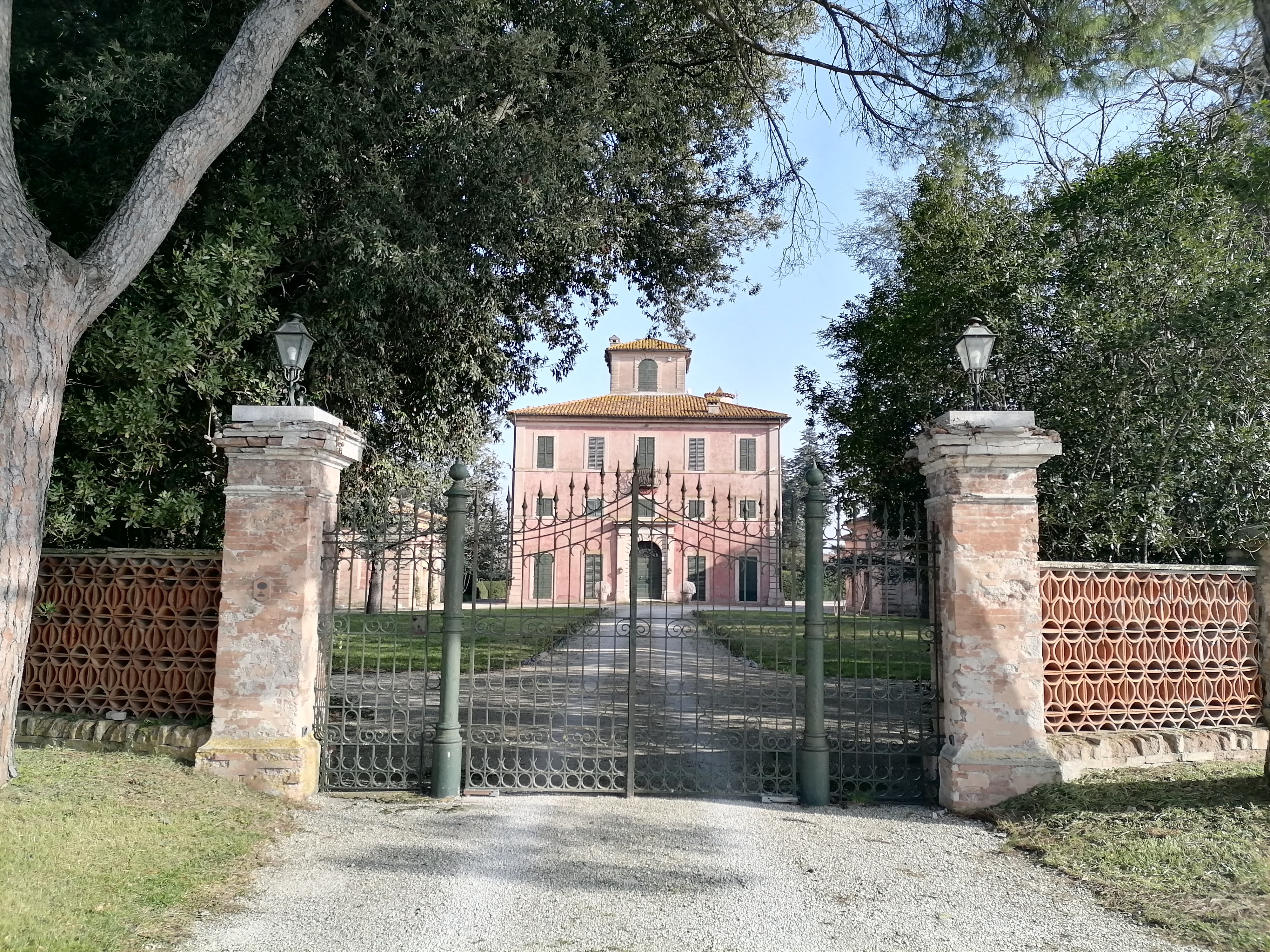
Villa Aja Murata, nei dintorni di Jesi, residenza estiva dei marchesi Colocci (1754).

Gli Atti sono signori di origine longobarda (dagli Attoni) che si sono insediati intorno al IX-X secolo nel territorio umbro-marchigiano, come discendenti da Roderico II conte di Nocera Umbra. Dal suo primo figlio Atto I successero altri rami degli Atti che si insediarono dapprima sulle alture di Fabriano creando dei piccoli feudi.
I Colocci trassero il nome proprio da uno di questi esponenti. Erano dei Cavalieri che nel IX secolo mossero dall'Umbria alla Valle dell'Esino e divennero Signori del castello di Colleocio, nei pressi di Staffolo. Nel X secolo, un Amizzone di Colleocio era Conte di Osimo. 
Oltre il detto castello, la casata signoreggiò il castello di Rovegliano (fra Monte Roberto e Cupramontana) e quello di Crispiero fino all'anno 1354. 
I Colocci furono creati conti urbani e pagensi nel 983 e si stabilirono a Jesi sin dal XIV secolo, ove risultano tra i membri influenti dell'oligarchia cittadina.
Nel 1015, la contessa Berta si unì in matrimonio ad Attone, conte di Jesi. Nel 1040 la donna morì donando molti suoi beni al Monastero camaldolese di Sant'Angelo infra Ostia presso Fabriano
.
Nel 1276, Ramberto dei conti di Colleocio era un fervente esponente guelfo. Suo figlio Nicoluccio, o Nicoloccio, detto Sante, giura fedeltà a Jesi nel 1302 tanto che nel 1343 che compilò gli "Statuti" cittadini. Ma poi si alleò nel 1353 con Galeotto Malatesta, contro papa Innocenzo VI e la famiglia lo spogliò di ogni bene. 
Il fratello di Ramberto, Compagno Coloccio, fu signore del Castello di Rovegliano, nel contado jesino; mentre i discendenti di Ramberto, Boccaccio Coloccio e Angelo Coloccio, si dettero agli studi legali e divennero l’uno avvocato e l’altro podestà di Staffolo nel 1420.
Francesco Colocci, condottiero in battaglia e consigliere del re Ferdinando I di Napoli fu anche governatore militare di Nola e d'Ascoli Satriano fino al 1492.
Da Niccolò Colocci e la contessa Ippolita Santoni, nacque il grande umanista Angelo Colocci (1474-1549), governatore di Ascoli Piceno dal 1523, vescovo di Nocera Umbra, segretario di papa Leone X, Clemente VII, Paolo III, e fondatore dell'Accademia Colaziana in Roma. Angelo, nel 1505, ottenne il titolo di patrizio romano. 
Nel 1685 la famiglia ottenne la Contea di Rotorscio, trasferita per via ereditaria. 
I Colocci, inoltre, furono nominati marchesi del Sacro Romano Impero nel 1742. 
La famiglia ha dato i natali anche al patriota Antonio (1821-1908) che partecipò alle vicende risorgimentali sin da quelle della Repubblica Romana e fu deputato all'Assemblea costituente. Emigrato per motivi politici in Toscana sposerà la marchesa Enrichetta Vespucci, ultima discendente della prestigiosa famiglia fiorentina del navigatore Amerigo, dalla quale ottenne l'eredità del casato. 
Antonio fu deputato al Parlamento del Regno d'Italia nell'VIII e IX legislatura, senatore dal 1879, nel 1889 fu scelto da Crispi quale delegato per l'amministrazione dei benefici vacanti nella provincia di Roma, ufficio che tenne sino alla morte, avvenuta il 4 marzo 1908 a Jesi.
Il figlio di Antonio, Adriano (1855-1941) fu una figura poliedrica dagli sterminati interessi tra i quali la ziganologia per la quale rimase un autorevole punto di riferimento per tutti gli studiosi della materia. Politico, fotografo e giornalista. Il 18 aprile 1927 ottiene il decreto reale da Vittorio Emanuele III di fregiarsi, come i suoi discendenti, anche del nome dei Vespucci.
Dal matrimonio fra Adriano e Silvia Grilli, nacque Attone Colocci-Vespucci, ucciso a 25 anni dai Tedeschi in ritirata il 19 luglio del 1944 nei pressi del fiume
Esino. Era l'ultimo discendente, maschio, diretto della famiglia. Maria Cristina Colocci-Vespucci, ultima discendente della famiglia, nel 1985 intraprese delle trattative con il Comune di Jesi al quale vendeva una parte del palazzo di famiglia e ne cedeva l'archivio, in cambio di un usufrutto e vitalizio per lei e suo figlio Attone Pini-Colocci-Vespucci. Quest'ultimo, pittore di una modesta fama, si firmava ATPICOVE, dalla contrazione del nome di famiglia Attone, morì in un incidente d'auto il 24 agosto 1998; e Maria Cristina il 7 giugno 2002. Con essa si estingueva la nobile casata dei Colocci-Vespucci.

## Albero genealogico
|                                 |                                           |                                           |                  |          |
|                                 |                                           |                                           |                  |          |
|                                 |                                           |                                           |                  |          |
|                                 |                                           |                                           |                  |          |
|                                 |                                           | Adriano ⚭ Clementina Bandini (1790-1858)  |                  |          |
|                                 |                                           |                                           |                  |          |
|                                 |                                           |                                           |                  |          |
|                                 |                                           | Antonio 1821-1908 ⚭ Enrichetta Vespucci   |                  |          |
|                                 |                                           |                                           |                  |          |
|                                 |                                           |                                           |                  |          |
|                                 | Amerigo Adriano 1855-1941 ⚭ Silvia Grilli | Amerigo Adriano 1855-1941 ⚭ Silvia Grilli | Cristina         | Cristina |
|                                 |                                           |                                           |                  |          |
|                                 |                                           |                                           |                  |          |
| Maria Cristina 1921-2002 ⚭ Pini | Maria Cristina 1921-2002 ⚭ Pini           | Attone 1919-1944                          | Attone 1919-1944 |          |
|                                 |                                           |                                           |                  |          |
|                                 |                                           |                                           |                  |          |
| Attone 1945-1998                |                                           |                                           |                  |          |

## Esponenti della casata
- Amizzone di Colleocio (X secolo), Conte di Osimo
- Francesco Colocci (XV secolo), condottiero e consigliere di Ferdinando I di Napoli, governatore militare di Nola e d'Ascoli
- Angelo Colocci (1474-1549), vescovo di Nocera Umbra, segretario dei papi Leone X, Clemente VII, Paolo III
- Antonio Colocci (1821-1908) patriota risorgimentale, deputato della Repubblica Romana, deputato al Parlamento del Regno d'Italia e senatore
- Adriano Colocci (1855-1941), politico, fotografo e giornalista. Sposa Enrichetta Vespucci, ultima discendente del navigatore Amerigo Vespucci.
- Attone Colocci-Vespucci (1919-1944), ultimo marchese della famiglia
- Attone Pini-Colocci-Vespucci (1945-1998), pittore (ATPICOVE)
- Maria Cristina Colocci-Vespucci (1921-2002) ultimo esponente della famiglia

## Stemma

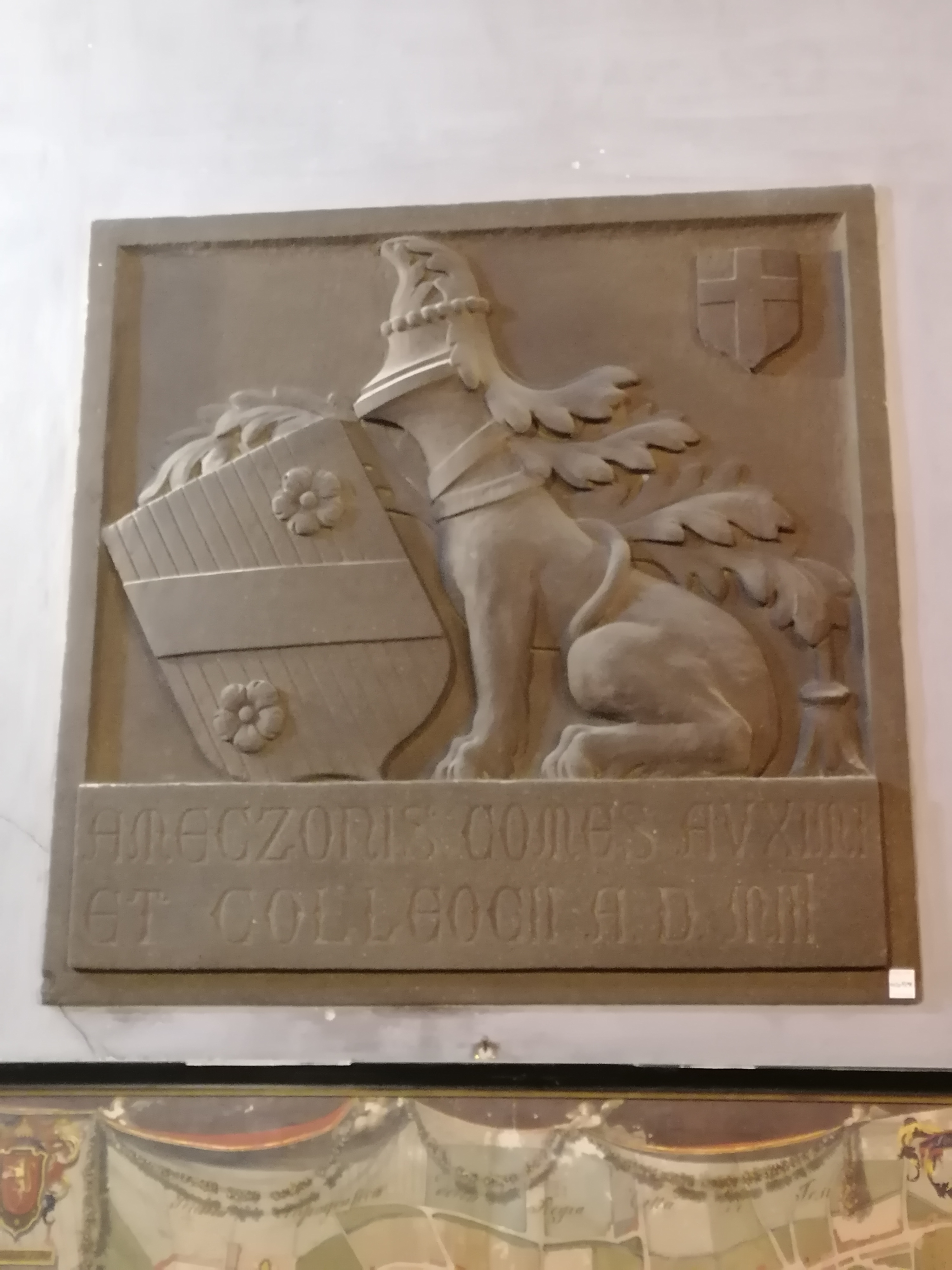
Blasone dei Colocci

La blasonatura descrive così lo stemma dei Colocci: Rosso, alla banda d'argento con due rose dello stesso poste una nel cantone sinistro del capo, l'altra in quello destro della punta. Lo scudo è accollato all'aquila bicipite dell'Impero

## Luoghi e Architetture
Palazzi
- Palazzo Colocci, XVI-XVIII secolo, a Jesi

Ville
- Villa Aja Murata, 1754, nei dintorni di Jesi

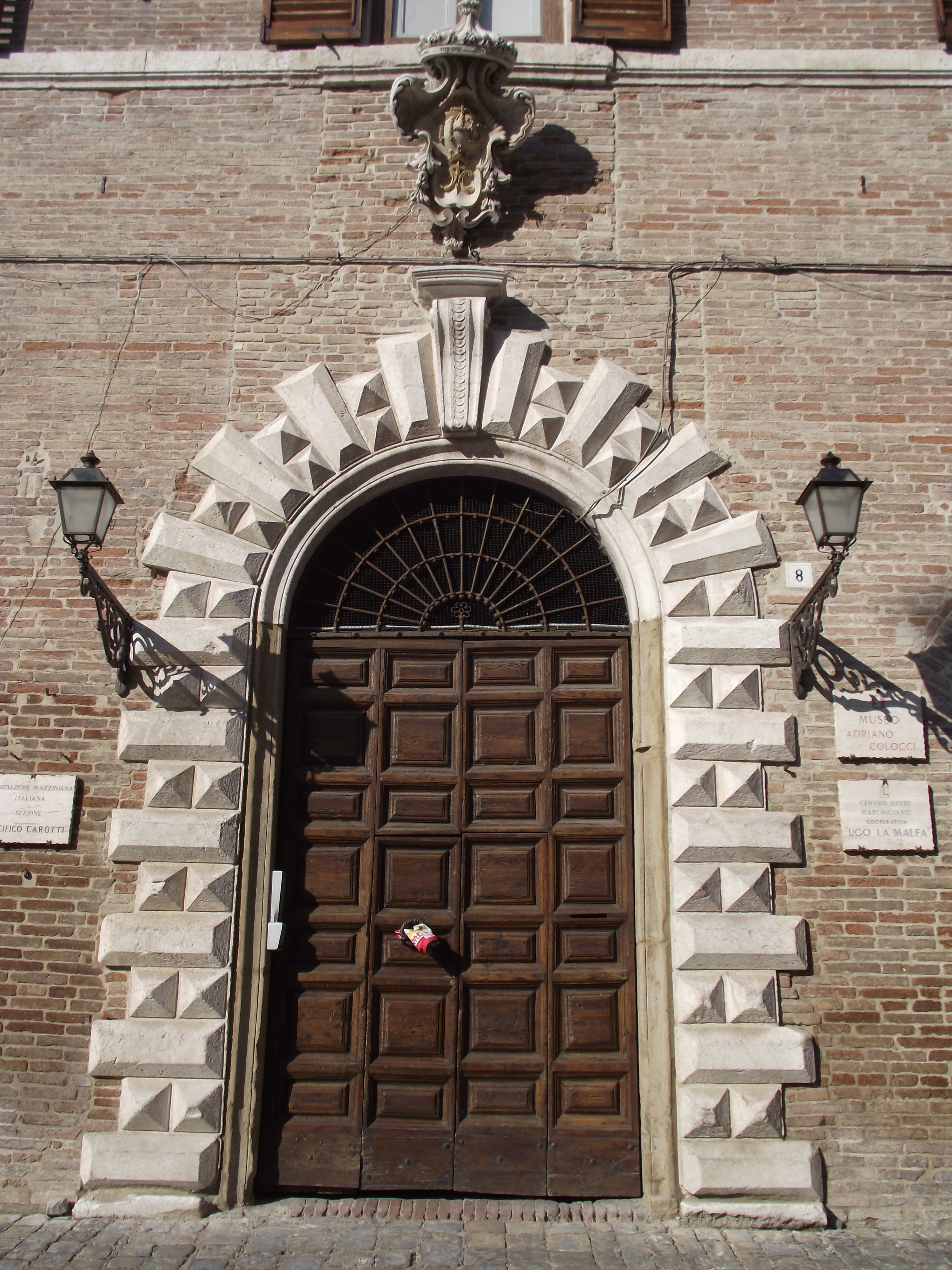
Portale di Palazzo Colocci
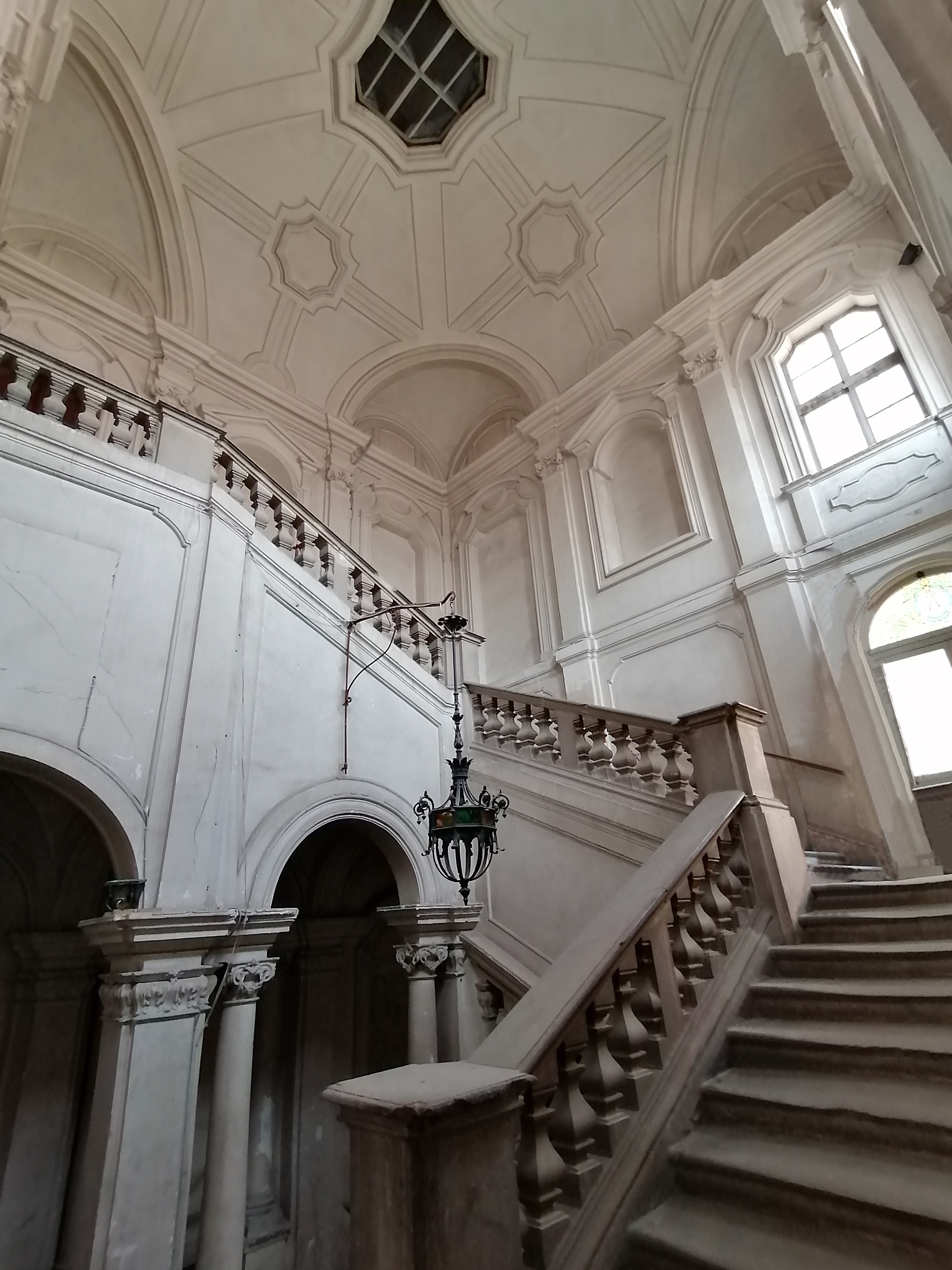
Scalone settecentesco di Palazzo Colocci
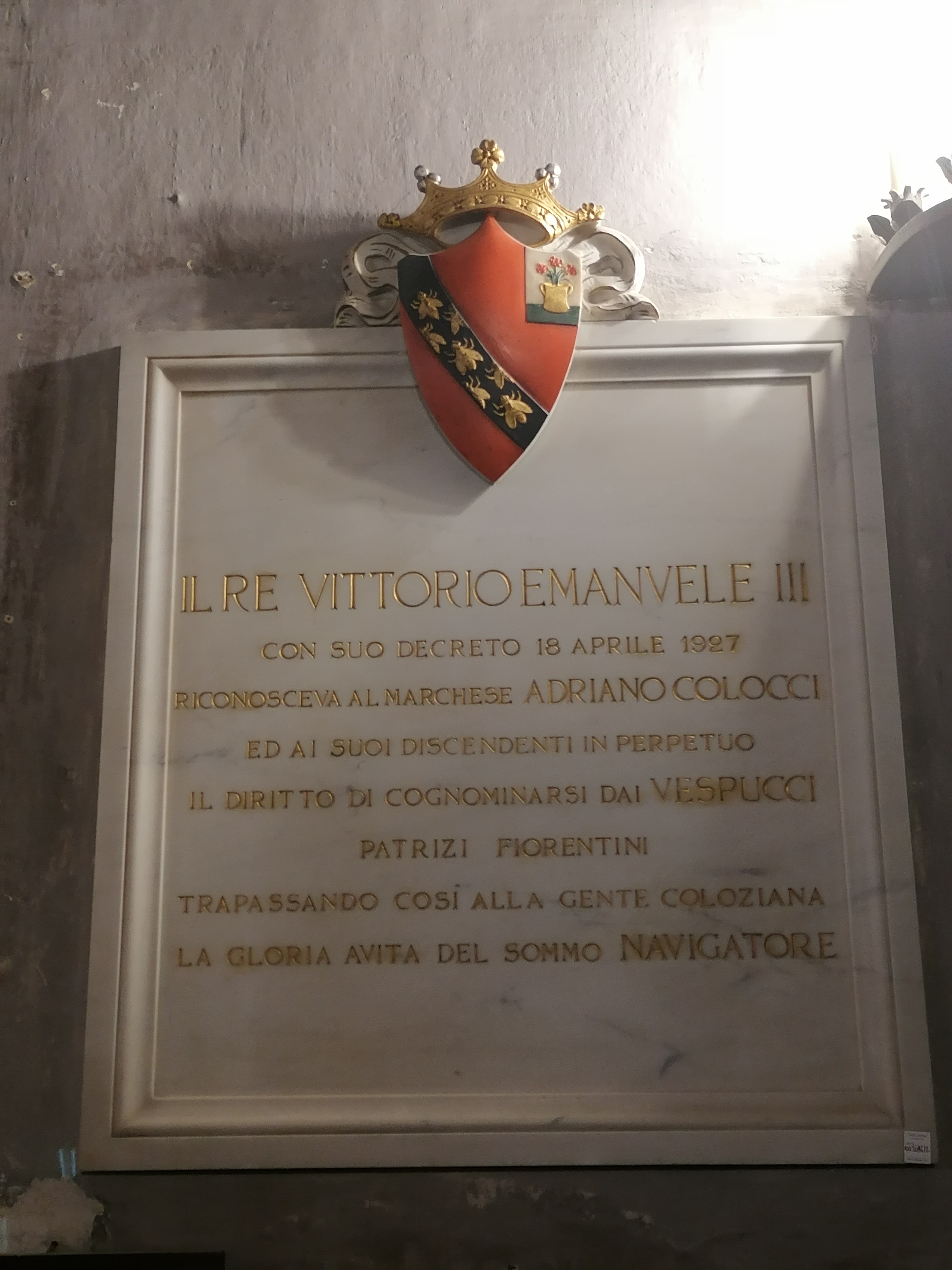
Decreto reale del 1927 di fusione dei Colocci con i Vespucci
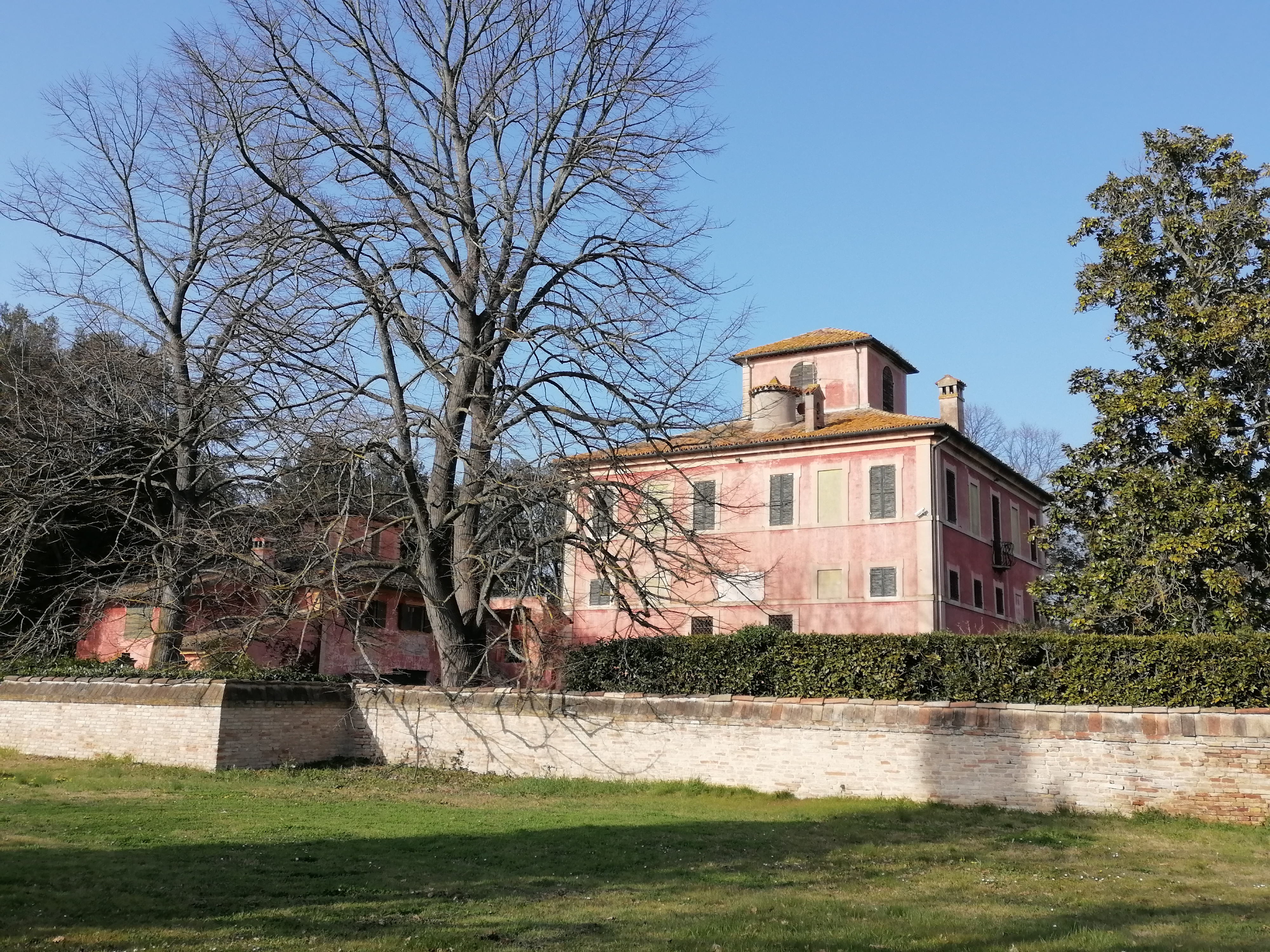
Villa Aja Murata
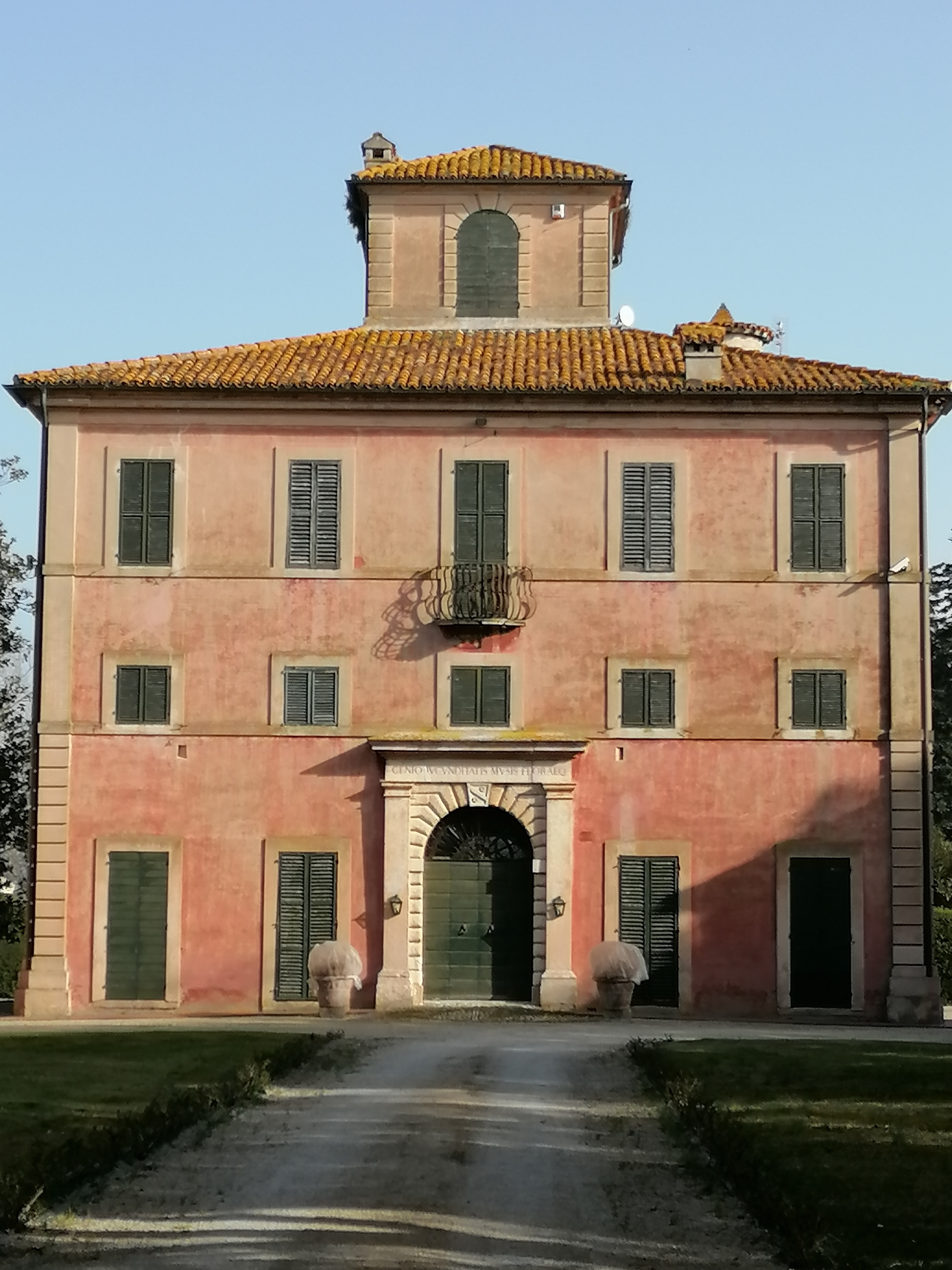
Villa Aja Murata